# Maesa wardii
Maesa wardii är en viveväxtart som beskrevs av Madhavan Parameswarau Nayar och G.S. Giri. Maesa wardii ingår i släktet Maesa och familjen viveväxter. Inga underarter finns listade i Catalogue of Life.